# Grande maison des études du peuple
La Grande maison des études du peuple (chosŏn’gŭl : 인민대학습당 ; RR : Inmin Daehak Seupdang) est la principale bibliothèque de Corée du Nord.
Située à Pyongyang, à l'ouest de la place Kim Il-sung, elle compte plusieurs millions de volumes, qu'un système de tapis roulant amène directement à la table des utilisateurs. 
Soutenu par l'Unesco, un séminaire organisé en novembre 2005 a réuni 22 participants formés à la création, la gestion, l’administration et l’utilisation de collections de livres numériques.

## Caractéristiques
La maison des études est construite dans le style traditionnel coréen en avril 1982, après 21 mois de travaux, pour célébrer le 70e anniversaire de Kim Il-sung. La bibliothèque est ouverte comme « centre du projet d'intellectualisation de l'ensemble de la société et sanctuaire d'apprentissage pour l'ensemble du peuple ». Elle se situe dans le centre de la capitale - le district central de Pyongyang - « qui est l'un des quartiers les plus importants du pays, car il s'agit du district gouvernemental national. À côté de la bibliothèque se trouve l'Assemblée populaire suprême et d'autres bureaux gouvernementaux. Directement en face de la bibliothèque [...] se trouve la place Kim Il-sung - la troisième plus grande place publique au monde - où se déroulent les événements nationaux du pays ». Largement présente dans les images du pays diffusées à l'étranger, « la bibliothèque sert de toile de fond aux [...] discours, défilés militaires et nucléaires, et aux spectacles soigneusement chorégraphiés à l'occasion des fêtes nationales ».
Elle a une superficie totale de 100 000 m2 et dispose de 600 pièces. Sa hauteur est de 60m et sa longueur est de 132m. Le bâtiment peut accueillir jusqu'à 30 millions de livres, parmi eux environ 10 800 documents, livres et écrits de Kim Il-sung (conseils sur place). Les publications étrangères ne sont disponibles qu'avec une autorisation spéciale. Des écrits de Kim Jong-il sont également présents. Presque tous les livres « sont conservés dans des piles fermées accessibles uniquement aux bibliothécaires et au personnel de la bibliothèque. Une personne peut rechercher sur les catalogues en ligne ou imprimer pour découvrir ce qui se trouve dans la collection [...] Si un article emprunté est rendu en retard, une notification officielle de la bibliothèque est envoyée à l'employeur du contrevenant, qui doit encourager son employé à le renvoyer immédiatement ».
La bibliothèque est le centre national des études du Juche, et un guide nord-coréen est disponible pour étudier le « Grand chef » Kim Il-sung et le « Cher dirigeant » Kim Jong-il pour un total de 90 minutes par jour. Des conférences sur une grande variété de sujets ont également lieu. En outre, la tour du Juche - la représentation physique du régime communiste de Corée du Nord - se trouve directement en face de la bibliothèque de l'autre côté du fleuve Taedong. La « philosophie éducative des études de Kim Il Sung est considérée comme un principe directeur pour le système de la bibliothèque, ainsi que pour les personnes l'utilisant. La bibliothèque figure comme une composante centrale du principe d'« étudier en travaillant » - un lieu d'instruction que les Nord-Coréens peuvent visiter et utiliser pour favoriser leur culture socialiste, accroître leur autonomie personnelle grâce à l'apprentissage tout au long de leur vie et développer un plus grand amour et respect pour la famille Kim. [...] L'emplacement de la Grande maison des études du peuple et de la tour du Juche est destiné l'un l'autre à cimenter la relation entre le peuple et le communisme Juche. La Grande maison des études du peuple est donc plus qu'un bâtiment important de la capitale. C'est aussi une icône de la nation, du communisme Juche et du président éternel lui-même ».

## Importance
Dans son rapport en deux parties des bibliothèques nord-coréennes, l'expert des bibliothèques et de l'information Marc Kosciejew utilise le cadre conceptuel de la bibliothèque pour mieux éclairer sa signification : « Premièrement, elle joue de nombreux rôles importants dans la vie des Nord-Coréens, en tant que lieu idéologique, de culte de la personnalité, de pouvoir gouvernemental et d'endroit social. Deuxièmement, elle contribue à promouvoir, maintenir et renforcer le contrôle communiste Juche à travers des informations, collections, événements, expositions et spectacles étroitement contrôlés et surveillés. Troisièmement, la Grande maison des études du peuple - en tant que représentante de toutes les bibliothèques - est une représentation physique et symbolique forte : c'est un lieu spécial où l'éducation civique, la religion, l'identité nationale et le culte de la personnalité se rencontrent et sont imaginés. Et enfin, bien qu'elles soient des instruments de contrôle de l'État, le fait que les bibliothèques offrent au moins un accès à l'information est remarquable pour un pays aussi fermé ».

## Ordinateurs et bibliothéconomie
La bibliothèque dispose de nombreuses salles informatiques spacieuses dotées d'ordinateurs modernes permettant l'accès à l'intranet nord-coréen. L'éducation informatique est obligatoire en Corée du Nord et la science informatique est « devenue le domaine d'étude le plus populaire, en dehors du Juche, chez les officiers militaires et les étudiants universitaires. C'est un signe de prestige que d'avoir un travail informatique. La bibliothéconomie est donc une profession haut placée car elle nécessite des ordinateurs et de l'informatique pour développer et maintenir les catalogues électroniques et les collections numériques. Pour les Nord-Coréens qui n'ont pas d'emplois informatiques, l'accès aux ordinateurs de la bibliothèque [...] leur donne la possibilité de rejoindre ceux des rangs supérieurs ».

## Images

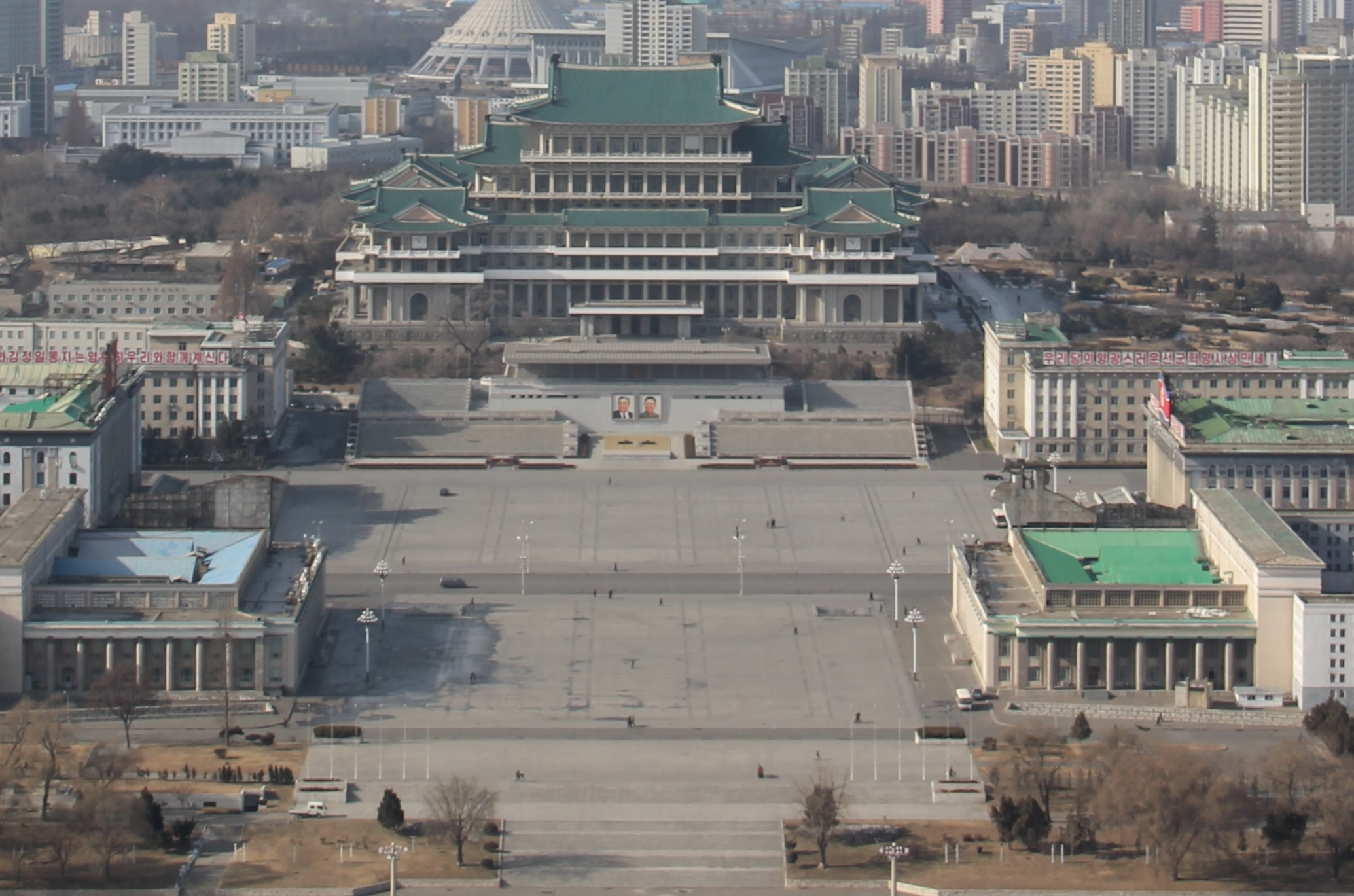
Vue d'ensemble de la place Kim Il-sung.
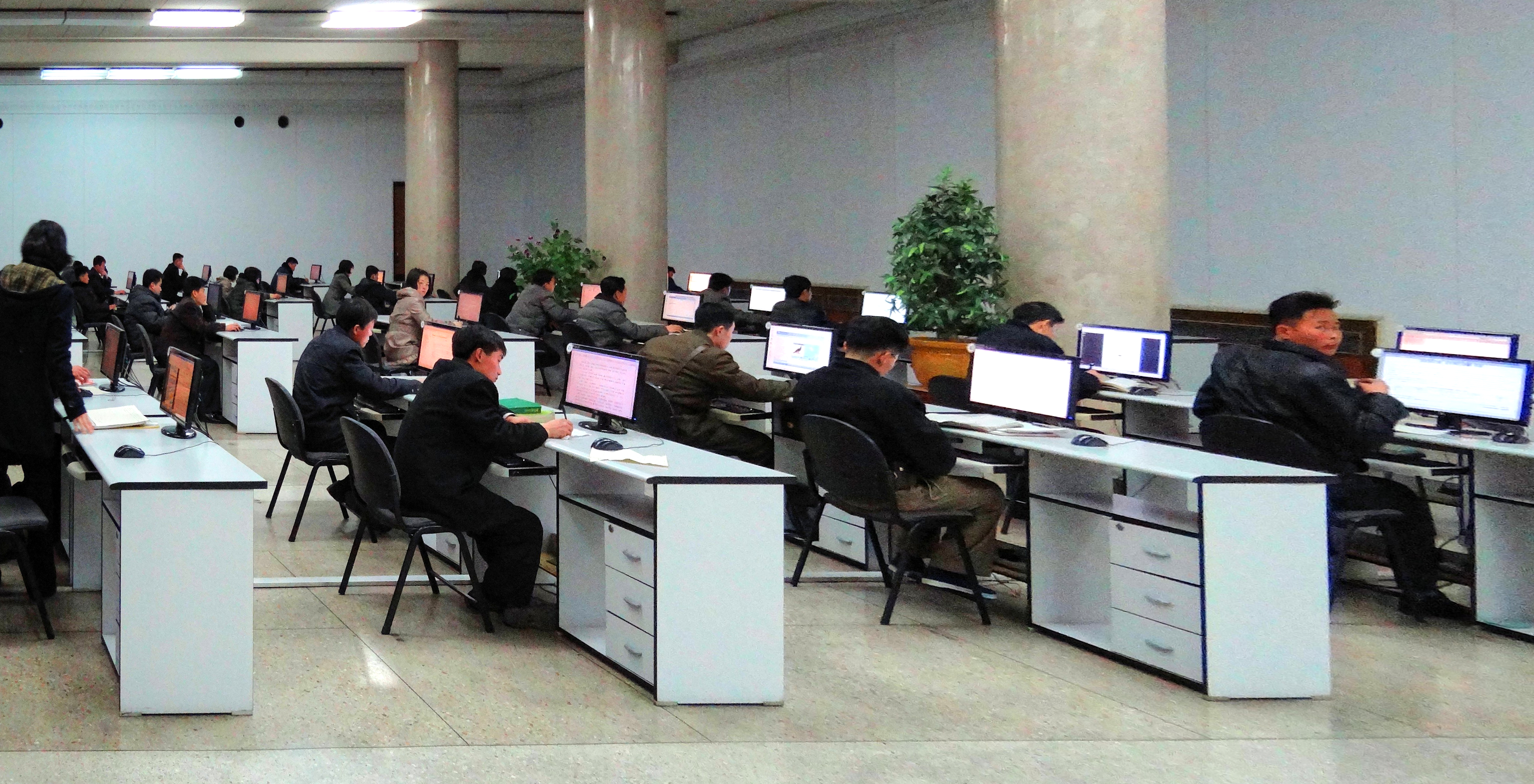
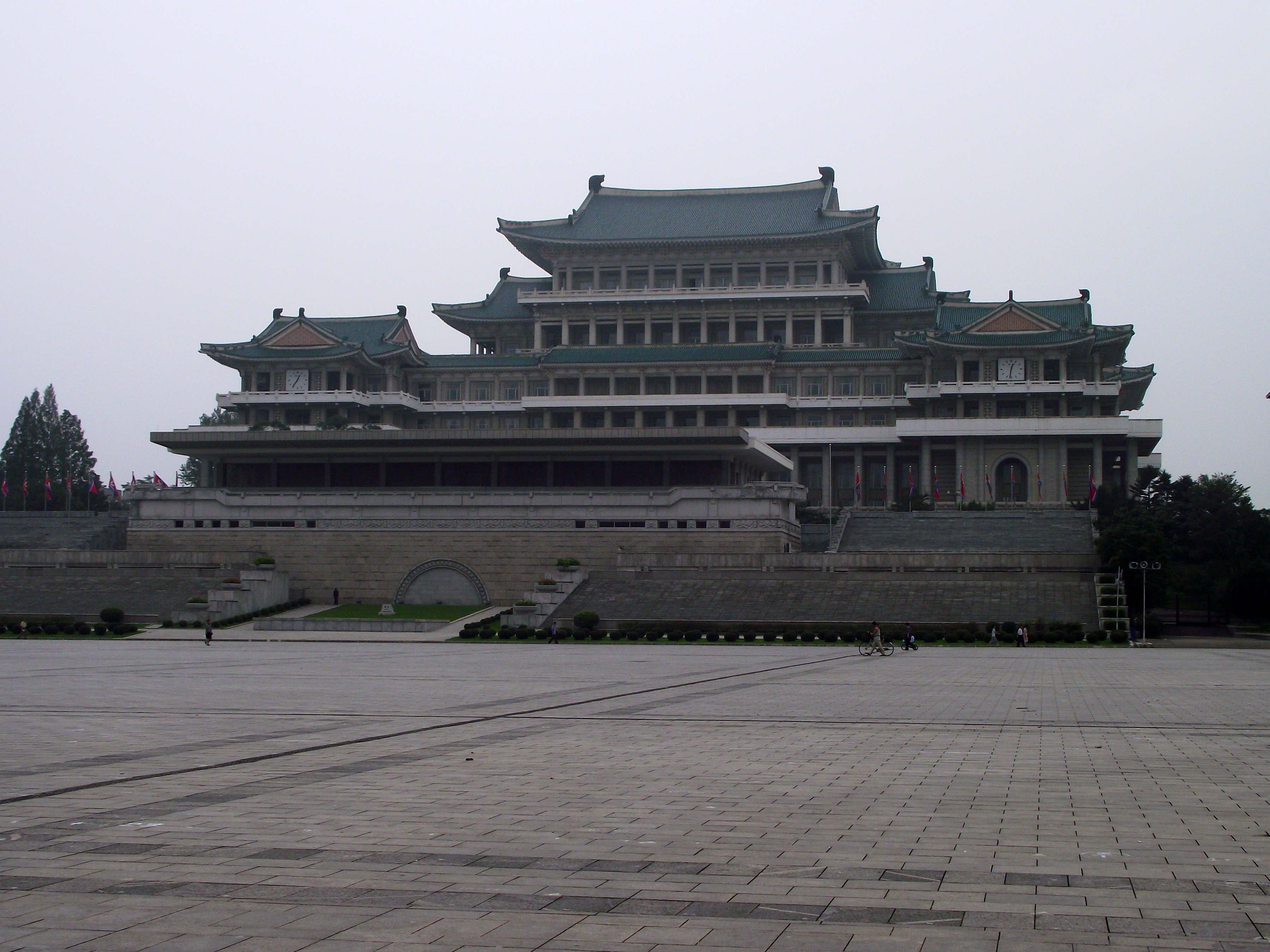
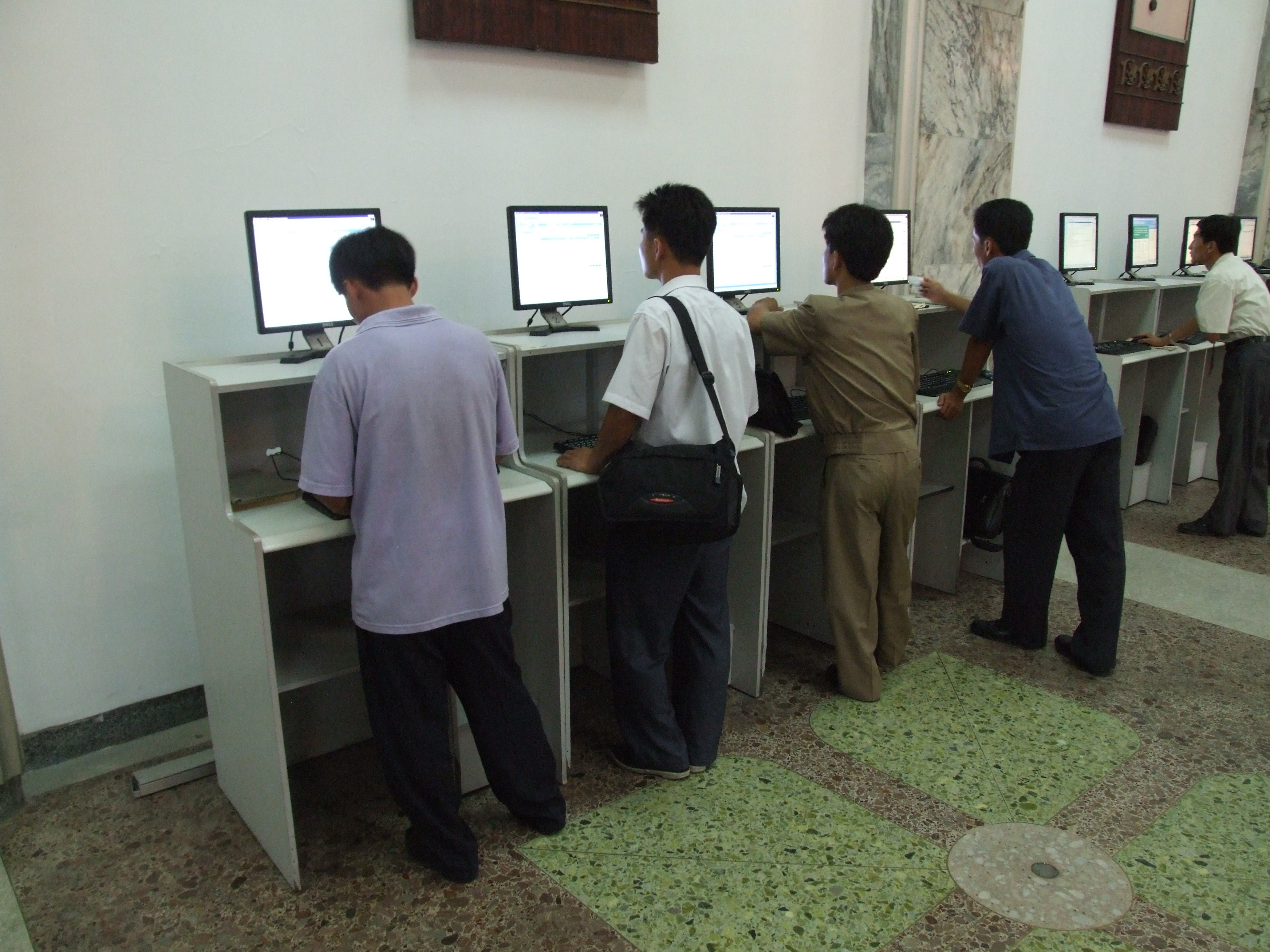
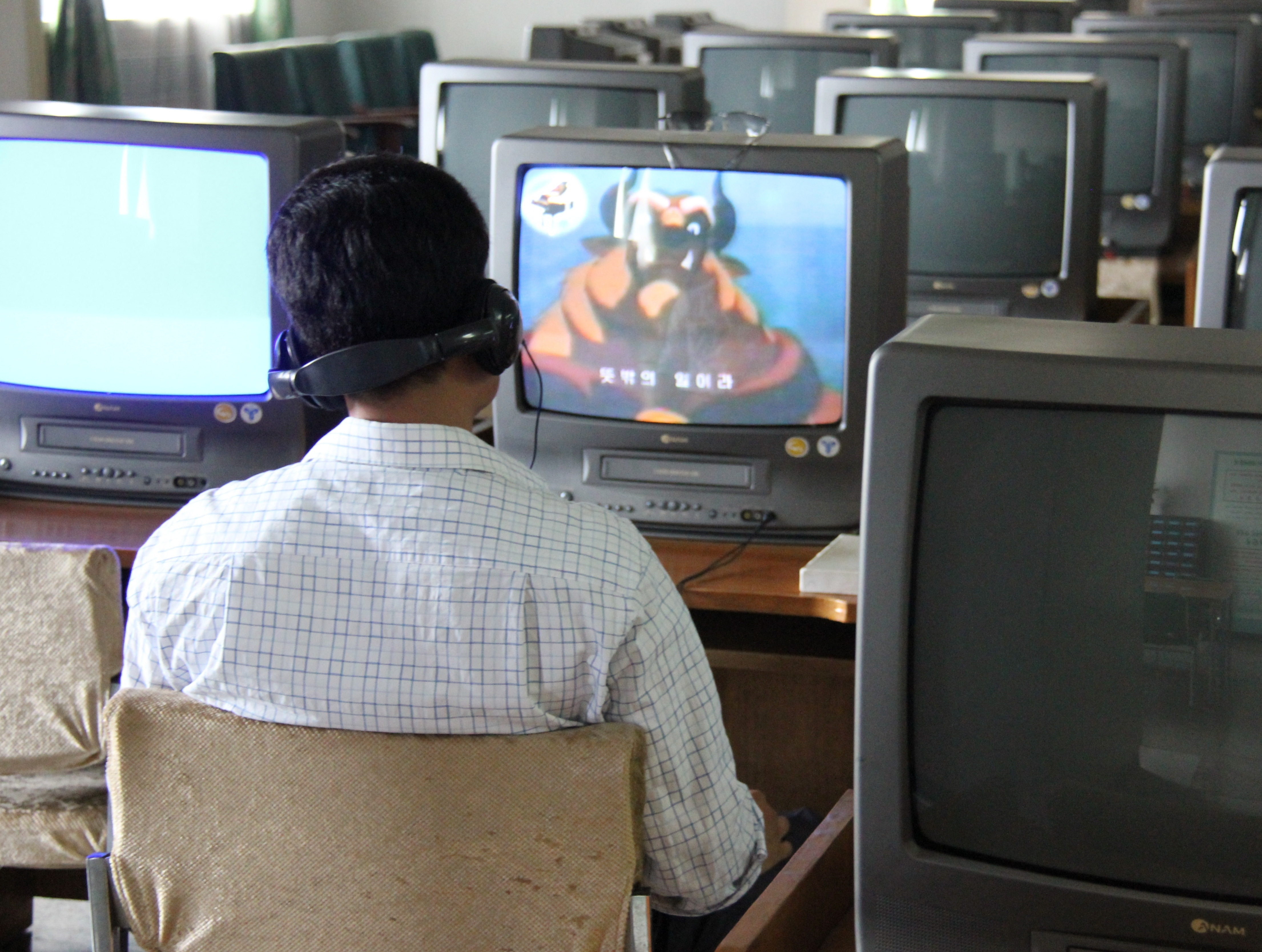
Étude de La Belle et la Bête.
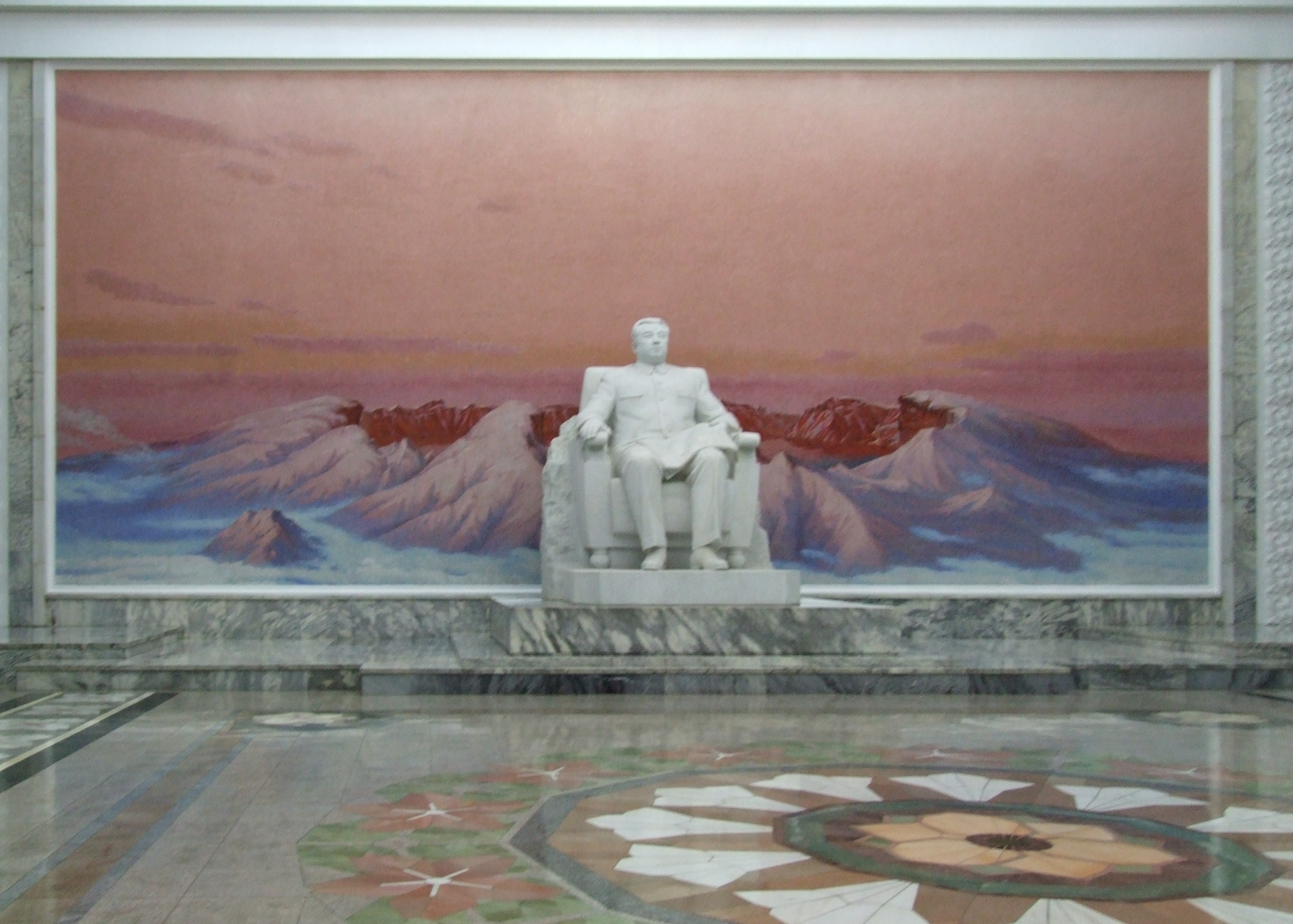
Statue de Kim Il-sung avec une peinture du mont Paektu en arrière-plan.
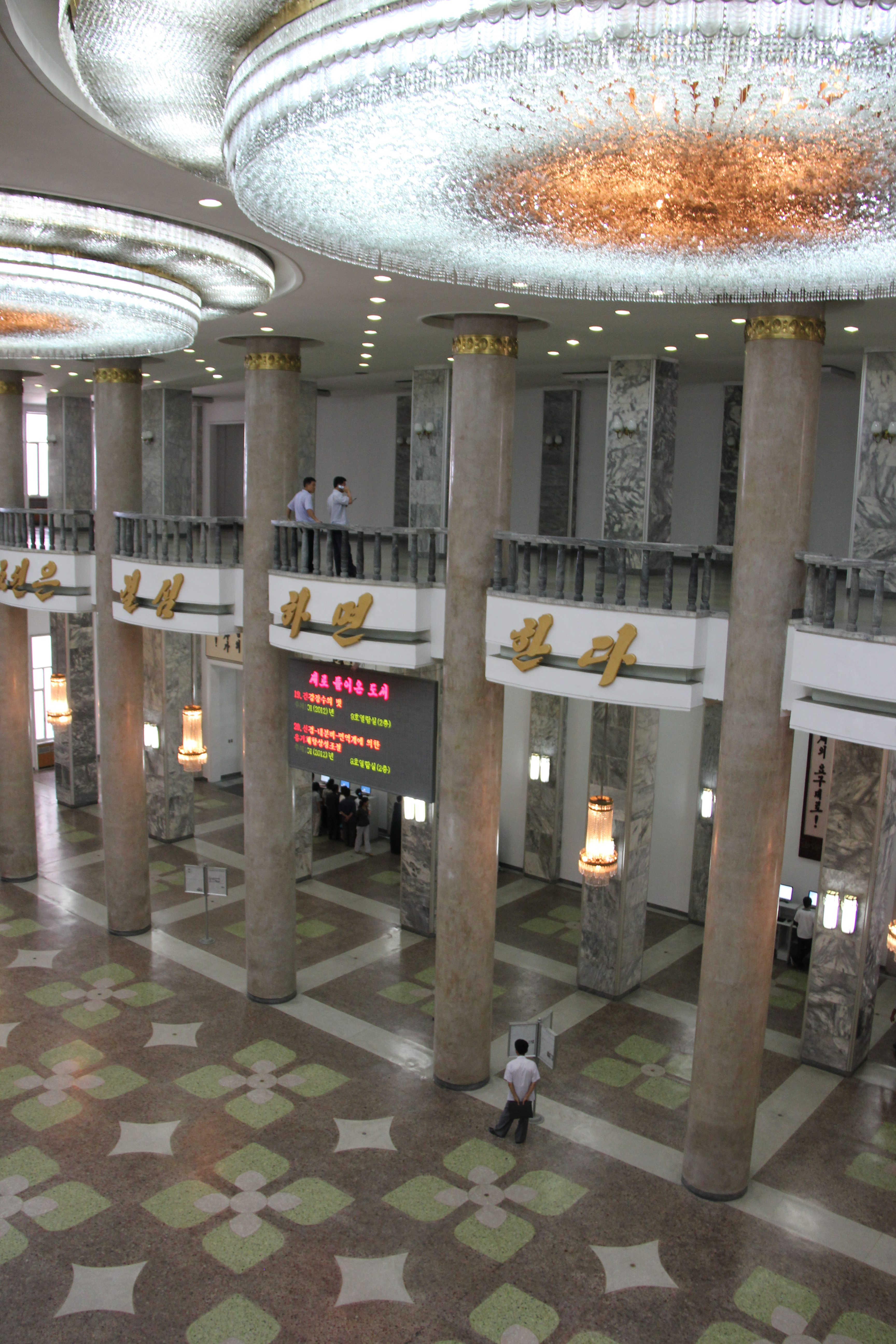
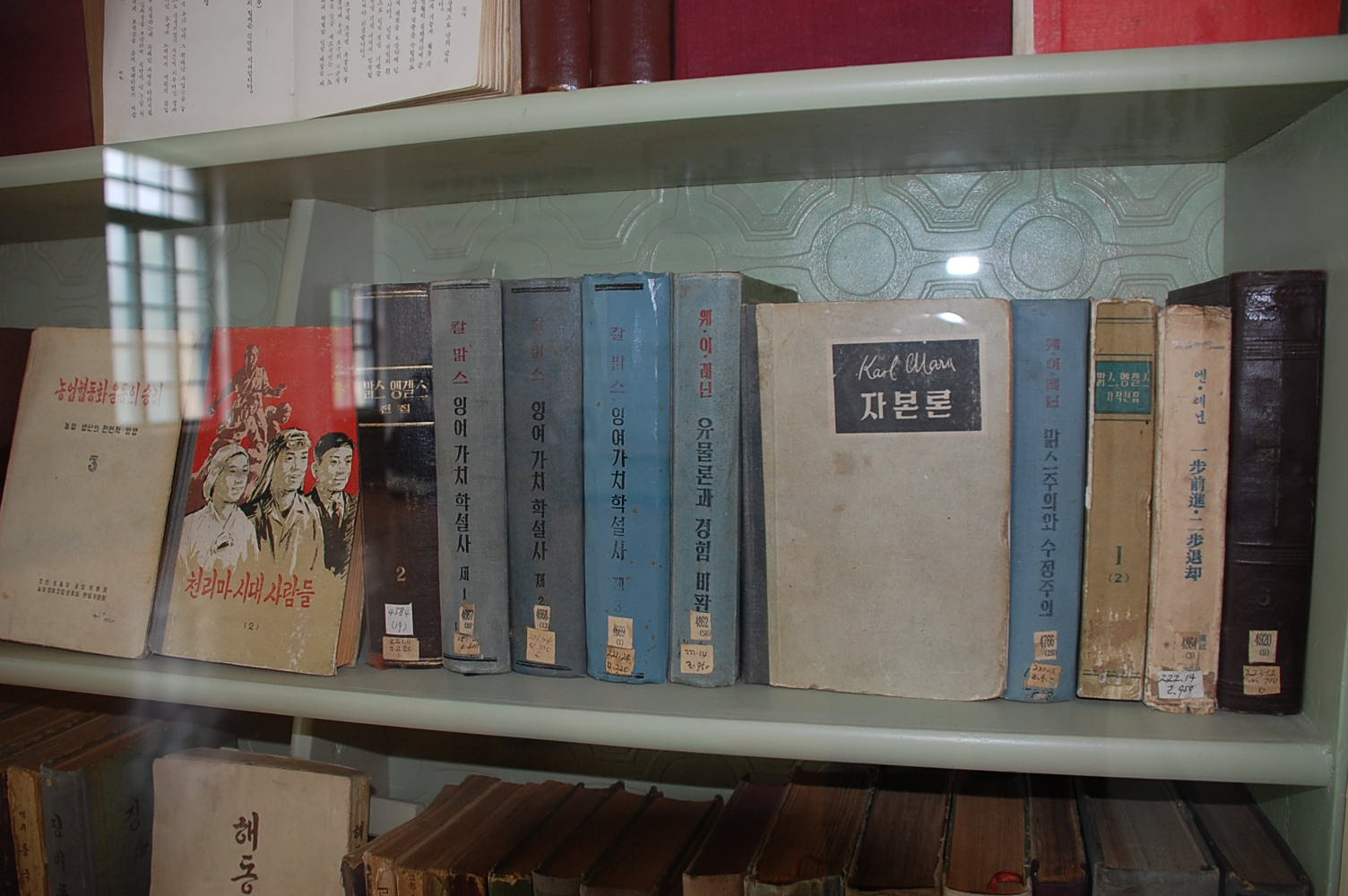
Livres socialo-communistes.
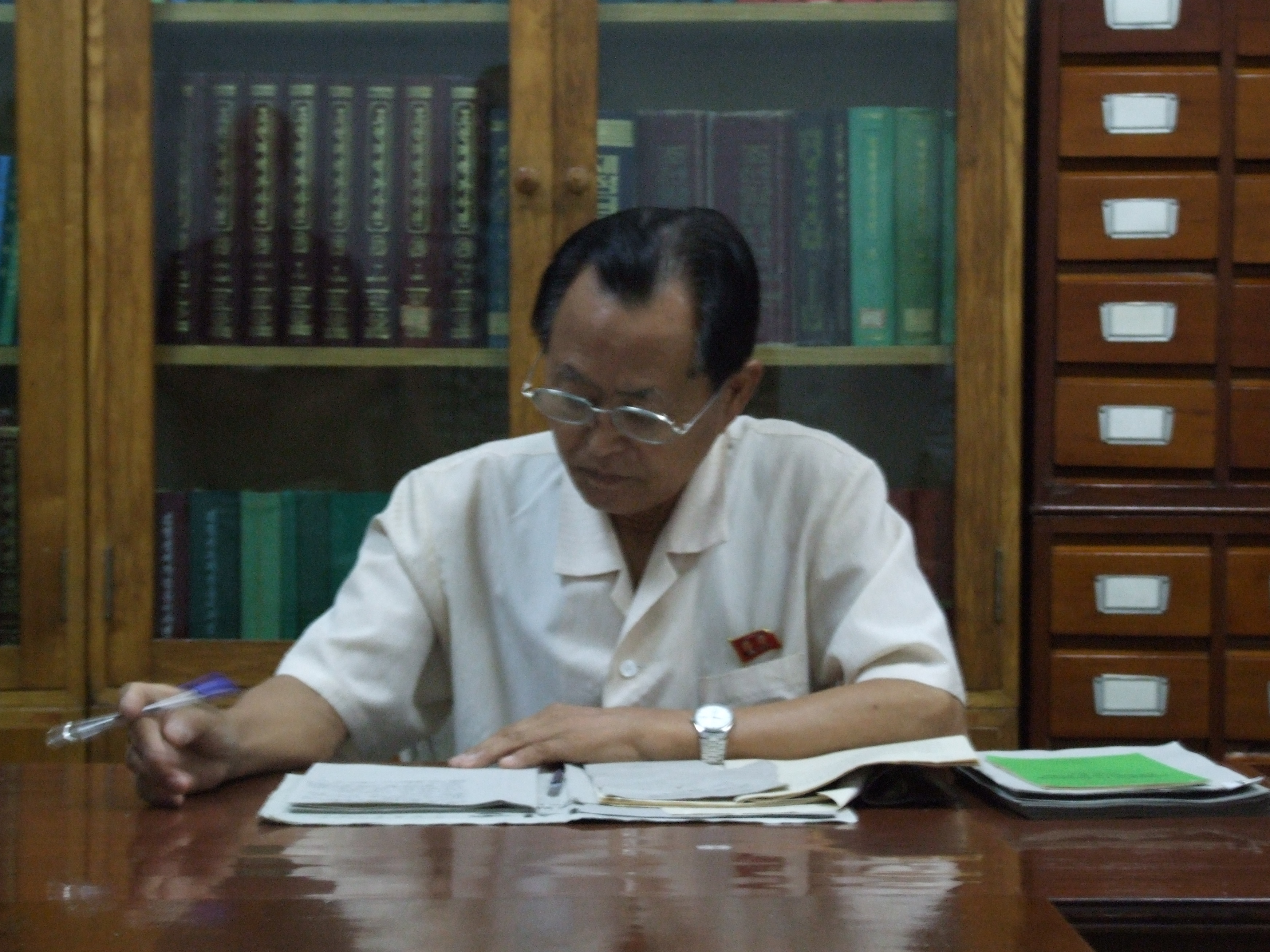
Un professeur avec un pin's Kim Il-sung et Kim Jong-il.